# 윤지 김
윤지 김(영어: Yoonj Kim, ?~)은 미국의 언론인, 텔레비전 특파원, 작가이다. 《MTV 뉴스》의 특파원 및 《플레이보이》의 특파원이자 프로듀서로 활동했다.